# ГЕС Пулічінтала
ГЕС Пулічінтала — гідроелектростанція, споруджена у другій половині 2010-х років в центральній частині Індії у штаті Телангана. Знаходячись після ГЕС Nagarjunasagar Tail Pond, становитиме нижній ступінь каскаду на одній з найдовших річок країни Крішні (тече на схід із Західних Гатів та впадає в Бенгальську затоку на узбережжі штату Андхра-Прадеш).
В межах проекту річку перекрили комбінованою греблею висотою 36 метрів, яка складається з двох ділянок — земляної довжиною 355 метрів та бетонної довжиною 934 метри, при цьому в останній облаштують 24 водопропускні шлюзи. Гребля утримуватиме водосховище з об'ємом 1296 млн м3 (корисний об'єм 1026 млн м3) та припустимим коливанням рівня в операційному режимі між позначками 43 та 53 метри НРМ (гребінь споруди знаходиться на рівні 58 метрів НРМ, створюючи певний резерв на випадок повені). Для зведення греблі необхідно було здійснити екскавацію 581 тис. м3, використати 638 тис. м3 бетону та 189 тис. м3 ґрунту.
Розташований біля лівого берегу машинний зал розрахований на чотири гідроагрегати з турбінами типу Каплан потужністю по 30 МВт, які працюють при напорі у 24 метри. Вони повинні забезпечувати виробництво 220 млн кВт-год електроенергії на рік.
Будівельні роботи на станції тривали два роки, а перший гідроагрегат досяг технічної готовності літом 2017-го (втім, запуск був можливий лише після початку сезону мусонних дощів, коли вода у річці підійметься до мінімально необхідного для роботи ГЕС рівня).